# Tetrastigma serrulatum
Tetrastigma serrulatum är en vinväxtart som först beskrevs av William Roxburgh, och fick sitt nu gällande namn av Jules Émile Planchon. Tetrastigma serrulatum ingår i släktet Tetrastigma och familjen vinväxter. Utöver nominatformen finns också underarten T. s. pubinervium.